# Donne-moi une chance
Chansons représentant le Luxembourg au Concours Eurovision de la chanson
Sou fräi
(1992) Fighter
(2024)
Donne-moi une chance est une chanson interprétée par le groupe Modern Times représentant le Luxembourg au Concours Eurovision de la chanson 1993 le 15 mai à Millstreet.
Elle demeure pendant 31 ans la dernière chanson à avoir représenté le Luxembourg au Concours Eurovision de la chanson, jusqu'au le retour du pays dans l'edition 2024.
Donne-moi une chance a également été enregistré par Modern Times dans une version en anglais sous le titre Heaven Only Knows (« Seul le paradis sait »).

## À l'Eurovision
La chanson est interprétée en français et en luxembourgeois, langues officielles du Luxembourg, comme l'impose la règle entre 1976 et 1999. L'orchestre est dirigé par Francis Goya.
Donne-moi une chance est la quinzième chanson interprétée lors de la soirée du concours, suivant la chanson lauréate de 1993 In Your Eyes de Niamh Kavanagh pour l'Irlande et précédant Tih deževen dan (en) de 1X Band (en) pour la Slovénie.
À l'issue du vote, elle obtient 11 points, se classant 20e sur 25 chansons,.

## Liste des titres
| A1. | Donne-moi une chance | Patrick Hippert, Jimmy Martin | 3:17 |
| B1. | Heaven Only Knows    | Patrick Hippert, Jimmy Martin | 3:17 |

## Historique de sortie
| Pays     | Date | Format          | Label      |
| -------- | ---- | --------------- | ---------- |
| Belgique | 1993 | Vinyle 45 tours | RM Records |
| Pays-Bas | 1993 | CD single       | Cloud      |